# Llei del Timbre de 1765

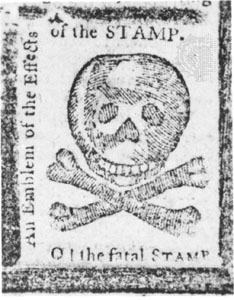
Els diaris nord-americans van reaccionar a la Llei del Timbre amb ira i amb prediccions de la desaparició de periodisme.

La Llei del Timbre de 1765 (Stamp Act 1765, títol curt Duties in American Colonies Act 1765; 5 George III, c. 12) va ser una llei del Parlament del Regne Unit que va imposar una impost directe en les colònies de l'Amèrica britànica i requeria que molts materials impresos en les colònies foren fets en paper segellat produït a Londres, que porta un relleu de timbre fiscal. Els materials impresos incloïen documents legals, revistes, cartes de joc, diaris, i molts altres tipus de paper utilitzats en totes les colònies. Igual que els impostos anteriors, l'impost del timbre havia de ser pagat en moneda britànica vàlida, no en el paper moneda colonial. L'objectiu de l'impost era ajudar a pagar les tropes estacionades a l'Amèrica del Nord després de la victòria britànica en la guerra dels set anys i el seu paper concretament en la Guerra Franco-Índia. Els americans digueren que no hi havia cap necessitat militar de soldats, perquè no hi havia enemics estrangers al continent, i que els americans sempre s'havien defensat solets dels amerindis. Van suggerir que en realitat era una manera de sufragar oficials britànics sobrants i altres soldats de carrera que els hauria de pagar Londres.
La Llei del Timbre va ser molt impopular entre els colons. Un consens social ho considerava una violació dels seus drets com a anglesos el rebre impostos sense el seu consentiment—consentiment que només les legislatures colonials podien concedir. El seu lema era "Sense representació cap impost". Les assemblees colonials enviaren peticions i van protestar.